# II Cuerpo de Ejército (Paraguay)
El II Cuerpo de Ejército (II CE) es una unidad del Ejército Paraguayo con sede en San Juan Bautista y dependiente del Comando del Ejército.
En 1980 el Ejército Paraguayo se organizó en tres cuerpos de ejército, el I Cuerpo, II Cuerpo y III Cuerpo. El segundo, con base en Villarrica, comprendió las Divisiones de Infantería 2.ª, 4.ª y 5.ª.

## Organización
Organización y despliegue del II Cuerpo de Ejército:
- Cuartel General. Asiento: San Juan Bautista.
  - 1.ª División de Infantería. Asiento: Asunción.
  - 2.ª División de Infantería. Asiento: departamento Guairá.
  - 2.ª División de Caballería. Asiento: departamento de Misiones.